# عز الدين ميهوبي
عز الدين ميهوبي مترشح سابق للرئاسيات الجزائرية لـ12 ديسمبر 2019، هو أديب ووزير سابق للثقافة في الحكومة الجزائرية، من مواليد سنة 1959 بعين الخضراء (ولاية المسيلة). جده محمد الدراجي، من معيني الشيخ عبد الحميد بن باديس في جمعية العلماء المسلمين الجزائريين، كان جده قاضيا أثناء الثورة التحريرية الجزائرية. ووالده جمال الدين من قدماء المجاهدين.

## التدرج الدراسي والمؤهلات العلمية
- درس في الكتّاب بمسقط رأسه، والتحق بالمدرسة النظامية في 1967 بمدرسة عين اليقين (تازغت- باتنة) في السنة الرابعة ابتدائي، ثم انتقل إلى مدرسة السعادة ببريكة، ثم مدرسة لسان الفتى (تازولت- باتنة) ومتوسطة عبد الحميد بن باديس (باتنة)، ودرس بثلاث ثانويات هي عباس لغرور بباتنة، ومحمد القيرواني بسطيف، وعبد العالي بن بعطوش ببريكة حيث حصل على شهادة الباكالوريا آداب.
- 1979: المدرسة الوطنية للفنون الجميلة ثم معهد اللغة والأدب العربي بجامعة باتنة (درسة متقطعة).
- 1980 - 1984 : المدرسة الوطنية للإدارة (ديبلوم تخصص الإدارة العامة).
- 2006 - 2007: جامعة الجزائر (ديبلوم في الدراسات العليا المتخصصة- فرع الاستراتيجيا).

## المسار السياسي
- 1997: الانتساب للتجمع الوطني الديمقراطي عند التأسيس
- 1997 - 2002: نائب بالمجلس الشعبي الوطني عن حزب التجمع الوطني الديمقراطي (ولاية المسيلة)
- 2001: عضو بالمجلس الوطني للتجمع الوطني الديمقراطي
- 2012: عضو مكتب في التجمع الوطني الديمقراطي[3]

## الوظائف المتقلدة
- 1986 - 1990: رئيس المكتب الجهوي لجريدة الشعب بسطيف.
- 1990 - 1992: رئيس تحرير صحيفة الشعب (أول صحيفة يومية بالعربية بعد الاستقلال).
- 1992 - 1996: إدارة مؤسسة إعلامية خاصة (أصالة للإنتاج الإعلامي والفني) مقرها بسطيف، أصدرت صحيفة «الملاعب» وبعض الكتب الرياضية.
- 1996 - 1997: مدير الأخبار والحصص المتخصصة بالتلفزيون الجزائري.
- 2006 - 2008: مدير عام المؤسسة الوطنية للإذاعة.
- 2008 - 2010: كاتب دولة للاتصال بالحكومة الجزائرية.[4]
- 2010 - 2013: مدير عام المكتبة الوطنية الجزائرية.[5]
- 2015 - 2013: رئيس المجلس الأعلى للغة العربية بالجزائر[6]
- 2015 - 2019: وزير الثقافة في الدولة الجزائرية.
- 2019 : ترشح لرئاسيات 2019 في الجزائر[7]
- 2020 : أمينًا عامًا بالنيابة لحزب التجمع الوطني الديمقراطي الجزائري[8]

## مواقع أخرى
- رئيس اتحاد الكتاب الجزائريين منتخب منذ مارس 1998 (أعيد انتخابه في ديسمبر 2001إلى 2005).
- عضو مجلس الأمناء لمؤسسة البابطين من 2000 -2007.[9]
- نائب الأمين العام للإتحاد العام للأدباء والكتاب العرب منذ 1998 حتى 2003.
- رئيس الاتحاد العام للأدباء والكتاب العرب (ديسمبر 2003- أكتوبر 2006).[10]

## المؤلفات والإصدارات
ترجمت له بعض قصائده للغات الامازيغية والفرنسية والإنكليزية والإيطالية والنرويجية والصينية[بحاجة لمصدر].
تناول عدد من الأطروحات والرسائل الجامعية أعماله الأدبية بمختلف الجامعات الوطنية (تجاوزت الخمسين رسالة بين مذكرة تخرّج وماجستير un monsieur
ودكتوراه).
ورد اسمه في: معجم البابطين للشعراء العرب المعاصرين (مؤسسة البابطين)، أنطولوجيا الشعر العربي للكاتب عبد القادر الجبالي (بالفرنسية)، الذاكرة الجزائرية للكاتب عاشور شرفي (بالفرنسية)، الأنطولوجيا الجزائرية للكاتب عاشور شرفي (بالفرنسية)، موسوعة الشعر العربي (القاهرة)
من بين مؤلفاته:
- في البدء كان أوراس (ديوان شعر) عام 1985. منشورات الشهاب، باتنة.[12]
- الرباعيات (ديوان شعر) 1997، منشورات أصالة.[13]
- الشمس والجلاد (نص أوبيرت) 1997، منشورات أصالة.[14]
- اللعنة والغفران (ديوان شعر) 1997، منشورات أصالة.[15]
- النخلة والمجداف (ديوان شعر) 1997، منشورات أصالة.[16]
- ملصقات (ديوان شعر) 1997، منشورات أصالة.[17]
- خالدات (نصوص تمثيلية) 1997، منشورات أصالة.[18]
- سيتيفيس (نص أوبيريت) 1997، منشورات أصالة.[19]
- حيزية (نص أوبيريت) 1997، منشورات أصالة.[20]
- A Candle for my Country مترجم إلى الأنكليزية عام 1998، منشورات أصالة.[21]
- كاليغولا يرسم غرنيكا الرايس (شعر) مترجم إلى الفرنسية والإنكليزية 2000، منشورات أصالة.[22]
- عولمة الحب عولمة النار (شعر) 2002. (طبعتان) ومترجمة إلى الفرنسية، منشورات أصالة.
- Mondialisation de l'amour, Mondialisation du feu (عولمة الحب، عولمة النار) ترجمة نصيف العابد إلى اللغة الفرنسية، عام 2002، منشورات أصالة.
- التوابيت «رواية» 2003، منشورات أصالة.
- قرابين لميلاد الفجر (شعر) 2003، منشورات أصالة.[23]
- ومع ذلك فإنها تدور (مقالات) 2006، منشورات المحقق.[24]
- طاسيليا (شعر) 2007، منشورات دار النهضة العربية، بيروت.[25]
- منافي الروح (شعر) 2007، منشورات تالة، الجزائر.[26]
- اعترافات تام سيتي (رواية من جزئين) 2007، منشورات تالة، الجزائر.[27]
- لا إكراه في الحرية (مقالات) 2007، منشورات تالة، الجزائر.[28]
- أسفار الملائكة (شعر) 2008، منشورات البيت.[29]
- اعترافات أسكرام (رواية) 2009، منشورات البيت.[30]
- confessions d'assekrem (اعترافات أسكرام) ترجمة مهنا حمادوش إلى اللغة الفرنسية. منشورات القصبة، الجزائر.[31]
- Tora Bora (.فصل من اعترافات أسكرام) ترجمة عمر زياني إلى اللغة الإنكليزية. لم يطبع.[32]
- الرباعيات quatrains(ديوان شعر باللغتين العربية والفرنسية ترجمة جيلالي عطاطفة) 2011، منشورات حبر، الجزائر.[33]
- جابولاني، قريبا من الكرة بعيدا عن الشباك، مقالات في الرياضة،2010، منشورات بغدادي، الجزائر.[34][35]
- ما لم يعشه سندباد (رحلات) 2011، منشورات الشروق، الجزائر.[36]
- الشيخ محمد الدراجي: المصلح الثائر، 2013، منشورات المعرفة، الجزائر.
- ميسي واللآخرون، مقالات في الرياضة، 2013، منشورات المعرفة، الجزائر.[37]
- عرفتهم، شهادات من الألبوم، 2013، منشورات المعرفة، الجزائر.[38]
- أسوار القيامة (رواية)، دار المعرفة 2013 (الجزائر).
- فراشة بيضاء في ربيع أسود (شعر)، دار المعرفة 2013 (الجزائر).
- ارهابيس[39] (رواية)، منشورات المعرفة، الجزائر.
- IRHABISTAN، رواية من ترجمة علي طاهير،2013، منشورات القصبة، (الجزائر).[40]
- El juramento de Atocha، ترجمة بالإسبانية لرواية قسم اطوش، 2019 (كوبا).[41]
- سيرة الأفعى (رواية)، دار العين 2022 (مصر).[42]
- رقصة اوديسا، مكابدات أيوب الروسي (رواية)، دار الوطن اليوم 2023، (الجزائر).[43]

## الإنتاج الفني
كتب عدة مسرحيات وأوبيريت منها:
- أوبيريت «مواويل الوطن» إنتاج التلفزة الجزائرية عام 1984.
- أوبيريت «قال الشهيد» إنتاج مركز الثقافة والإعلام عام 1993.
- أوبيريت «ملحمة الجزائر» عمل مشترك إنتاج مركز الثقافة والإعلام عام 1994.
- أوبيريت «حيزية» إنتاج مركز الثقافة والإعلام عام 1995.
- أوبيرت «ملحمة سيتيفيس» إنتاج دار الثقافة بسطيف عام 1995.
- أوبيريت «سراييفو» بدمشق إنتاج دار أصالة عام 1995.
- إنجاز نشيد «أوفياء» الخاص بالذكرى الخمسين [[مجازر 8 ماي 1945|لمجزر 8 ماي 1945]].
- أوبيريت «الشمس والجلاد» حول الشهيد العربي بن مهيدي مسرح عنابة 1996.
- مسرحية «8 ماي 1945» إنتاج مسرح دار الثقافة بسطيف عام 1996.
- أوبيريت «غنائية الأرز الحزين» إنتاج مسرح دار الثقافة بسطيف عام 1996.
- مسرحية «زبانا» تكريما للشهيد أحمد زهانه المسرح الجهوي بوهران 1997.
- أوبيريت «المسيرة» إنتاج مسرح دار الثقافة بسطيف عام 1997.
- مسرحية «الدالية» إنتاج مسرح باتنة الجهوي 1998.
- إنجاز نشيد «الآفاق» خاص بالمؤتمر السابع للكشافة الجزائرية 1998.
- مسرحية «ماسينيسا» إنتاج مسرح قسنطينة الجهوي 1999.
- أوبيريت «اللعنة والغفران» إنتاج فرقة مرايا بوادي سوف 1999.
- مسرحية «الفوارة» إنتاج فرقة القلعة سطيف 1999.
- أوبيريت «غنائية إفريقيا» إنتاج مؤسسة فن وثقافة 1999.
- مسرحية «حمة الفايق» إنتاج مسرح المدينة بوهران 2003.
- أوبيريت «صفصاف الحنة» إنتاج مؤسسة فن وثقافة 2003.
- تأليف المسلسل التلفزيوني التاريخي «عذراء الجبل» الذي يروي حياة البطلة لالا فاطمة نسومر، بالتعاون بين التلفزيون الجزائري وشركة المتوسط للإنتاج الفني السورية.
- أغنية «أمجاد» الخاصة بالقمة العربية في الجزائر 2005.
- مسرحية «عيسى تسونامي» إنتاج مسرح قسنطينة 2006.
- مسرحية «حمة الكوردوني» إنتاج مسرج المدينة بوهران 2007.
- سيناريو فيلم «زبانا» إخراج سعيد ولد خليفة 2012.[44]

## الجوائز والتكريمات
قام برئاسة عدد من لجان التحكيم الأدبية والمسرحية وعضوية بعضها كما تحصل على عدة جوائز وتكريمات محلية في الجزائر وفي الخارج:
في الجزائر:
- الجائزة الوطنية الأولى للشعر «قصيدة الوطن» عام 1982.
- الجائزة الوطنية الأولى للأوبيرت «قال الشهيد» عام 1987.
- الجائزة الأولى للشعر "8 مايو 1945" عام 1986.
- الجائزة الأولى للشعر "5 يوليو 1962 " عام 1987.
- شهادة تشجيعية من رئيس الجمهورية عام 1987.
- ميدالية ذهبية باسم الجزائر 2006 ((Gold medal
- جائزة الأدب الرفيع 2010 التي يقدمها منتدى المثقفين والاعلاميين بسطيف.
- رجل العام الثقافي (الأيام الأدبية بالعلمة) 1998.
- تكريم رابطة إبداع الوطنية ماي 1997.
- تكريم اتحاد الكتاب والمكتبة الوطنية أفريل 1998.
- تكريم رابطة كتاب الاختلاف فيفري 1998.
- تكريم ولاية عنابة مارس 1998.
- تكريم ولاية باتنة يوليو 2000.
- تكريم ولاية قسنطينة جوان 2001.
- رجل العام الثقافي في استفتاء جريدة المساء 2004.
- اختير من بين أفضل 60 شخصية جزائرية لعامي 2003 و2004 في استفتاء جريدة «جزائر نيوز» حول أفضل 100 شخصية.

في خارج الجزائر:
- وسام مدينة بيتشيليا الإيطالية (مهرجان البحر الأبيض المتوسط) أوت 1999.
- مركب الشعر بمدينة صيادة تونس 2000.
- تم نحت قصيدته «وطني» على لوحة رخامية على خط غرينيتش (أنكلترا) بمناسبة الألفية الجديدة 2000 إلى جانب 21 شاعرا عالميا.
- تكريم مدينة بتشيلية الإيطالية 1999.
- تكريم بالمركب الذهبي بصيادة تونس 1999.
- اختير من بين أفضل 500 شخصية عالمية في موسوعة «هوز هو» الأمريكية للعام 2004.
- تكريم سيدي بوزيد بتونس 2005.
- ميدالية ذهبية من المعهد الأمريكي للبيوغرافيا 2006.
- تكريم «الهرم الذهبي» في استفتاء الأهرام العربي 2012.
- شخصية العام الثقافية في ملتقى المثقفين المقدسين (فلسطين)2017.
- جائزة التميز الثقافي العربي (جامعة الدول العربية)2017.
- شخصية العام الثقافية من إمارة الشارقة (دولة الإمرات العربية)2018.[45]

## الانتساب الشرفي والمهني
- عضو في المرصد الوطني لحقوق الإنسان (ممثلا للمجلس الدستوري) 2006.
- عضو اللجنة الوطنية لإصلاح العدالة 2001.
- عضو مجلس أمناء مؤسسة عبد العزيز سعود البابطين للإبداع الشعري 2007 - 2007.
- عضو مجلس أمناء جائزة صالح كامل للإبداع الإعلامي الرياضي العربي 2005.
- عضو المجمع العلمي لجامعة فرحات عباس 1996 سطيف.
- عضو مؤسس لجمعية الصحافيين الرياضيين الجزائريين 1993.
- عضو مؤسس في مؤسسة الشاعر مفدي زكريا 1999.
- ممثل المكتب الإقليمي لرابطة الفكر والأدب بالجزائر.
- نائب رئيس مؤسسة (الفنك الذهبي)
- خبير في المحكمة الرياضية العربية 2008.
- عضو المجلس العربي للتنمية الاعلامية 2010.
- عضو الهيئة الاستشارية لمجلة «العلم والعصر» بأبوظبي 2011.

## مشاركته في المؤتمرات
عمل على تنظيم وتأسيس عدد من الملتقيات والندوات منها: لقاء أبوليوس السنوي بمداوروش سوق أهراس، لقاء أبوليوس السنوي بمداوروش سوق أهراس، لقاء الشعراء الأطفال بالعاصمة الجزائر. ملتقى الأحمدي للدراسات اللغوية بالمسيلة، تنظيم ندوة المثقف والعنف بالتنسيق مع الاتحاد العام للأدباء والكتاب العرب بالجزائر 1998، تنظيم الأيام العربية للأدب والشعر مع اليونيسكو بالجزائر سبتمبر 1999، تنظيم يوم تكريمي للشاعر الإيراني سعدي الشيرازي 2002.
كما شارك في:
- الأسبوع الثقافي الجزائري بالمملكة العربية السعودية 1987.
- مهرجان الربد الشعري التاسع ببغداد 1988.
- مهرجان الشعر العربي بطرابلس 1988.
- مهرجان الشعر العالمي بمقدونيا (يوغسلافيا سابقا) 1989.
- إحياء الذكرى الأربعين للثورة الجزائرية بتونس 1994.
- الأسبوع الثقافي الجزائري بدمشق 1995.
- مهرجان الشعر العربي بالقاهرة 1994.
- مهرجان الشعر العربي العشرون بدمشق 1997.
- مهرجان القرين الثقافي بالكويت 1999.
- مهرجان المتوسط بإيطاليا 1999.
- المهرجان العالمي للشعر (المتنبي) بزيوريخ (سويسرا) 2000.
- مهرجان المحبة باللاذقية «سوريا» 1999 و2001.
- دورات مؤسسات جائزة عبد العزيز سعود البابطين ببيروت 1998، الجزائر 2000، البحرين 2002، قرطبة 2004، باريس 2006، سراييفو 2010، دورة استثنائية بطهران وشيراز 1999.
- مؤتمرات الاتحاد العام للأدباء والكتاب العرب بدمشق 1997، بغداد 2001، الجزائر 2003.
- ندوات الاتحاد العام للأدباء والكتاب العرب ببيروت 2000، بنغازي 2001، القاهرة 2003، الشارقة 2004، الخرطوم 2005، عمّان 2004.
- مؤتمر الاتحاد الدولي لكرة القدم (الفيفا) وشارك بمحاضرة حول العرب والمونديال، 2005.
- فضلا عن المشاركة في عدد من المؤتمرات والملتقيات الدولية في روما وبروكسل وفيلنيوس وباريس والرباط وبيروت والكويت وطهران والخرطوم وقرطبة وفرانكفورت وموسكو ومدريد ودبلن وبغداد ودبي وأبوطبي ومراكش والدار البيضاء وماكون وسراييفو وطرابلس وبنغازي وزيوريخ والرياض والمنامة واللاذقية..

وكذلك مختلف الملتقيات والمهرجانات والندوات الوطنية.

## كتب في
- مقال أسبوعي بعنوان: أقولها ولا امشي، مجلة السوبر الرياضية (أبوظبي).
- مقال أسبوعي بعنوان: لا إكراه في الحرية، مجلة المرأة اليوم (أبوظبي).
- مقال أسبوعي بعنوان: ومع ذلك فانها تدور، صحيفة الحياة (لندن).
- مقال أسبوعي بعنوان: قول على فعل، صحيفة الخبر (الجزائر).
- مقال أسبوعي بعنوان: ميركاتو، صخيفة الخبر (الجزائر).
- مقال أسبوعي بعنوان: خطا ان تكتب.. خطأ أن تنسى، صحيفة الشروق اليومي (الجزائر).
- مقال أسبوعي بعنوان: ضد التيار، صحيفة الشرق (قطر)
- عمود يومي بعنوان: ألبوم عزالدين ميهوبي، صحيفة الجزائر (الجزائر).
- مقال نصف شهري بعناون: على التماس، الأهرام العربي (مصر).
- مجموعة مقالات في موقع خمسة نجوم (لبنان).[46]
- مجموعة مقالات في موقع البوصلة (الجزائر)[47]

## المساهمات
- لقاء أبوليوس السنوي بمداورش، سوق أهراس (الجزائر).
- لقاء الشعراء الأاطفال، العامصة الجزائرية.
- ملتقى الأحمدي للدراسات اللغوية، المسيلة (الجزائر).
- تأسيس أسبوعية رياضية 'صدى الملاعب' وتحويليها إلى «الملاعب» سنة 1995.
- تأسيس جائزة «الحذاء الذهبي» لهداف الكرة الجزائرية 1993.
- تأسيس جائزة «الميكروفون الذهبي» بالإذاعة الجزائرية 2007.
- تأسيس مجلة «الأمواج» بالإذاعة الجزائرية 2007 (بالعربية والفرنسية).

## معرض الشرائط الحوارية
- عز الدين ميهوبيː تصريح بالحوار
- من هو عز الدين ميهوبي؟
- عز الدين ميهوبيː البدايات الاولى في مجال الادب و الثقافة
- عز الدين ميهوبيː من هو شيخ محمد دراجي و كيف أثر فيك؟
- عز الدين ميهوبيː أهم المحطات في المسيرة الإعلامية
- عز الدين ميهوبيː أهم المحطات في المسيرة الثقافية
- عز الدين ميهوبيː مسيرة في مختلف الهيئات العربية
- عز الدين ميهوبيː المساهمات في عالم الرياضة
- عز الدين ميهوبيː أهم المحطات في المسيرة السياسية
- عز الدين ميهوبيː الجوائز و التكريمات
- عز الدين ميهوبيː أبرز الشخصيات التي تعرف عليها
- عز الدين ميهوبيː الرسائل الاخيرة

## معرض الصوتيات
- عز الدين ميهوبيː تصريح بالحوار
- من هو عز الدين ميهوبي؟
- عز الدين ميهوبيː البدايات الاولى في مجال الادب و الثقافة
- عز الدين ميهوبيː من هو شيخ محمد دراجي و كيف أثر فيك؟
- عز الدين ميهوبيː أهم المحطات في المسيرة الإعلامية
- عز الدين ميهوبيː أهم المحطات في المسيرة الثقافية
- عز الدين ميهوبيː مسيرة في مختلف الهيئات العربية
- عز الدين ميهوبيː المساهمات في عالم الرياضة
- عز الدين ميهوبيː أهم المحطات في المسيرة السياسية
- عز الدين ميهوبيː الجوائز و التكريمات
- عز الدين ميهوبيː أبرز الشخصيات التي تعرف عليها
- عز الدين ميهوبيː الرسائل الاخيرة

## المصدر
السيرة الذاتية لعزالدين ميهوبي -